# Karl-Heinz Rummenigge
Karl-Heinz Rummenigge, també conegut com a Kalle Rummenigge, (Lippstadt, 25 de setembre de 1955) és un exfutbolista alemany que jugava com a davanter. Fou dos cops guanyador de la Pilota d'Or, els anys 1980 i 1981.

## Trajectòria
La major part de la seva trajectòria la va viure al FC Bayern de Múnic, on guanyà una Copa Intercontinental, dues Copes d'Europa, dues lligues i dues copes. Guanyà la Bota d'or europea els anys 1980 i 1981. L'any 1984, a l'edat de 29 anys, fou venut per la xifra rècord a l'època de € 5.7m a l'Internazionale. No brillà especialment, i en acabar el seu contracte l'any 1988 fitxà pel club suís del Servette FC de Ginebra on penjà les botes.
Integrà la selecció alemanya que guanyà l'Eurocopa 1980, i de la que fou finalista del Mundial de 1982 i 1986. Entre 1976 i 1986 disputà 95 partits i marcà 45 gols.
El març del 2004 fou inclòs per Pelé com un dels integrants de la llista dels 125 més grans futbolistes vius.
Entre 1990 i 1994 Rummenigge treballà de comentarista esportiu a la TV. El 1991 es convertí en vicepresident del Bayern de Múnic, juntament amb Franz Beckenbauer.
El seu germà Michael Rummenigge també fou futbolista professional.

## Estadístiques
| Temporada          | Club                         | Partits / Gols               | Títols                                                                                   | Selecció / Gols             |
| ------------------ | ---------------------------- | ---------------------------- | ---------------------------------------------------------------------------------------- | --------------------------- |
| 1963-74            | Borussia Lippstadt           |                              |                                                                                          |                             |
| 1974-84            | FC Bayern de Múnic           | 310 / 162                    | Copa Intercontinental: 1976 Copa d'Europa: 1975, 1976 Lliga: 1980, 1981 Copa: 1982, 1984 | 78 / 40                     |
| 1984-87            | Internazionale               | 64 / 24                      |                                                                                          | 17 / 5                      |
| 1987-89            | Servette FC Genève           | 50 / 34                      |                                                                                          | -                           |
| 1976-86            | Alemanya                     | 95 / 45                      | Eurocopa de futbol: 1980                                                                 | 95 / 45                     |
| Guardons personals |                              |                              |                                                                                          |                             |
| 1980               | Màxim golejador Bundesliga   | Màxim golejador Bundesliga   | 26 gols                                                                                  | 26 gols                     |
| 1981               | Màxim golejador Bundesliga   | Màxim golejador Bundesliga   | 29 gols                                                                                  | 29 gols                     |
| 1984               | Màxim golejador Bundesliga   | Màxim golejador Bundesliga   | 26 gols                                                                                  | 26 gols                     |
| 1989               | Màxim golejador Lliga Suïssa | Màxim golejador Lliga Suïssa | 24 gols                                                                                  | 24 gols                     |
| 1980               | Futbolista alemany de l'any  | Futbolista alemany de l'any  | Futbolista alemany de l'any                                                              | Futbolista alemany de l'any |
| 1980               | Pilota d'Or                  | Pilota d'Or                  | Pilota d'Or                                                                              | Pilota d'Or                 |
| 1981               | Pilota d'Or                  | Pilota d'Or                  | Pilota d'Or                                                                              | Pilota d'Or                 |